# Hair (utwór Lady Gagi)
Hair – promocyjny singel amerykańskiej piosenkarki Lady Gagi z jej drugiego albumu Born This Way. Premiera odbyła się 16 maja 2011 roku na antenie radiowej w USA. Jest to singel promocyjny, nie przeznaczony do sprzedaży. Utwór zadebiutował na miejscu 12 listy Billboard Hot 100.

## Lista utworów
- Digital download

1. „Hair” – 5:08

## Personel
- Lady Gaga – główny wokal, tekst piosenki, produkcja
- RedOne – tekst piosenki, produkcja, edycja wokalu, aranżacja, wokal w tle, inżynieria dźwięku, instrumenty muzyczne, programowanie
- Trevor Muzzy – gitara, nagrywanie, edycja wokalu, inżynieria dźwięku, miksowanie
- Dave Russell – nagrywanie, inżynieria dźwięku
- Clarence Clemons – saksofon
- Gene Grimaldi – mastering

## Pozycje na listach
| Notowanie                             | Max. pozycja |
| ------------------------------------- | ------------ |
| Australia (Singles Chart)             | 20           |
| Belgia (Singles Chart - Flanders)     | 19           |
| Dania (Singles Chart)                 | 29           |
| Francja (Singles Chart)               | 16           |
| Hiszpania (Singles Chart)             | 9            |
| Kanada (Canadian Hot 100)             | 11           |
| Norwegia (Singles Chart)              | 5            |
| Nowa Zelandia (Singles Chart)         | 9            |
| Stany Zjednoczone (Billboard Hot 100) | 12           |
| Wielka Brytania (Singles Chart)       | 13           |